# CYP305M2

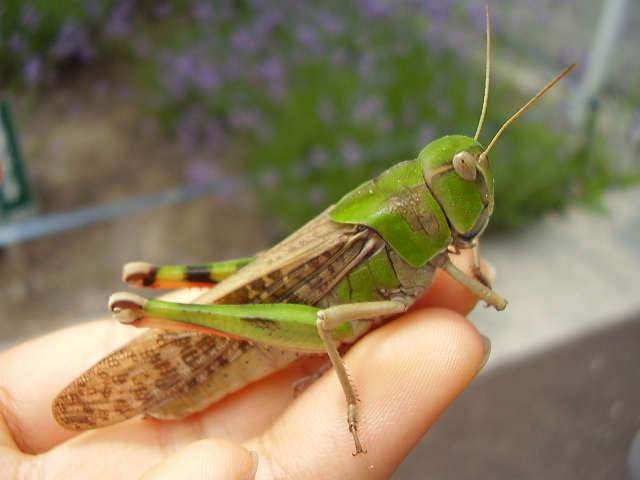
散居型的蝗蟲不會釋放苯乙腈

細胞色素P305M2（CYP305M2，舊稱LM16181）是飛蝗的一種細胞色素P450，於2019年由中國科學院的研究團隊發表，其胺基酸序列與其他昆蟲的細胞色素P305A（CYP305A）較為接近。CYP305M2可催化蝗蟲體內苯乙腈生物合成的一個關鍵步驟，後者對鳥類等蝗蟲的天敵具警戒作用，並可在蝗蟲被攻擊時進一步轉換成具毒性的氰化氫。蝗蟲有散居型（solitary）與聚居型（gregarious）兩種型態，其中只有聚居型的蝗蟲會表現CYP305M2基因並合成苯乙腈，CYP305M2廣泛分布於其組織中，尤以頭部和後肢的濃度較高；散居型的蝗蟲則闕如。

苯乙腈生物合成的反應途徑